# Athrinacia
Athrinacia is een geslacht van vlinders van de familie sikkelmotten (Oecophoridae), uit de onderfamilie Depressariinae.

## Soorten
- A. cosmophragma Meyrick, 1922
- A. leucographa Walsingham, 1911
- A. psephophragma Meyrick, 1929
- A. trifasciata Walsingham, 1911
- A. xanthographa Walsingham, 1911